# Kompa
Kompa är ett arrondissement i kommunen Karimama i Benin. Den hade 7 119 invånare år 2002.